# Adolf Frederik af Mecklenburg-Schwerin
Hertug Adolf Frederik til Mecklenburg (tysk: Adolf Friedrich, Herzog zu Mecklenburg) (10. oktober 1873 – 5. august 1969) var en tysk prins af Mecklenburg-Schwerin.

## Biografi
Han var opdagelsesrejsende i Afrika og guvernør i den tyske koloni Togoland fra 1912 til 1914. Ved Første Verdenskrigs afslutning i 1918 blev han udset til hertug af det Forenede Baltiske Hertugdømme, et kortlivet forsøg fra tyskbaltisk side på at oprette en tyskdomineret statsdannelse i Baltikum. Han var medlem af den Internationale Olympiske Komité fra 1926 til 1956, og fra 1949 til 1951 var han den første præsident for Tysklands Olympiske Komité.

## Eksterne links
- Wikimedia Commons har flere filer relateret til Adolf Frederik af Mecklenburg-Schwerin